# Ercheia umbrosana
Ercheia umbrosana là một loài bướm đêm trong họ Noctuidae.